# Zoir Juraboev
Zoir Juraboev (sinh ngày 16 tháng 9 năm 1998) là một cầu thủ bóng đá Tajikistan thi đấu cho Istiklol và Đội tuyển bóng đá quốc gia Tajikistan.

## Thống kê sự nghiệp

### Câu lạc bộ
Tính đến trận đấu ngày 28 tháng 9 năm 2020
| Câu lạc bộ          | Mùa giải            | Giải đấu                | Giải đấu | Giải đấu | Cúp quốc gia | Cúp quốc gia | Châu lục | Châu lục | Khác | Khác | Tổng cộng | Tổng cộng |
| Câu lạc bộ          | Mùa giải            | Hạng                    | Trận     | Bàn      | Trận         | Bàn          | Trận     | Bàn      | Trận | Bàn  | Trận      | Bàn       |
| ------------------- | ------------------- | ----------------------- | -------- | -------- | ------------ | ------------ | -------- | -------- | ---- | ---- | --------- | --------- |
| Metallurg Bekabad   | 2018                | Uzbekistan Super League | 5        | 0        | 0            | 0            | –        | –        | –    | –    | 5         | 0         |
| Istiklol            | 2019                | Tajik League            | 18       | 1        | 7            | 0            | 0        | 0        | 0    | 0    | 25        | 1         |
| Istiklol            | 2020                | Tajik League            | 15       | 0        | 2            | 0            | 3        | 0        | 1    | 0    | 21        | 0         |
| Istiklol            | Tổng cộng           | Tổng cộng               | 33       | 1        | 9            | 0            | 3        | 0        | 1    | 0    | 46        | 1         |
| Tổng cộng sự nghiệp | Tổng cộng sự nghiệp | Tổng cộng sự nghiệp     | 39       | 1        | 9            | 0            | 3        | 0        | 1    | 0    | 52        | 1         |

### Quốc tế
Thống kê chính xác đến trận đấu diễn ra ngày 25 tháng 9 năm 2022
| Đội tuyển quốc gia Tajikistan | Đội tuyển quốc gia Tajikistan | Đội tuyển quốc gia Tajikistan |
| Năm                           | Số trận                       | Bàn thắng                     |
| ----------------------------- | ----------------------------- | ----------------------------- |
| 2016                          | 1                             | 0                             |
| 2018                          | 3                             | 0                             |
| 2019                          | 4                             | 0                             |
| 2020                          | 3                             | 1                             |
| 2021                          | 3                             | 0                             |
| 2022                          | 8                             | 0                             |
| Tổng cộng                     | 22                            | 1                             |

### Bàn thắng quốc tế
Bàn thắng và kết quả của Tajikistan được để trước.
| #  | Ngày               | Địa điểm                                     | Đối thủ    | Bàn thắng | Kết quả | Giải đấu |
| -- | ------------------ | -------------------------------------------- | ---------- | --------- | ------- | -------- |
| 1. | 3 tháng 9 năm 2020 | Sân vận động Lokomotiv, Tashkent, Uzbekistan | Uzbekistan | 1–1       | 1–2     | Giao hữu |